# Ravestick

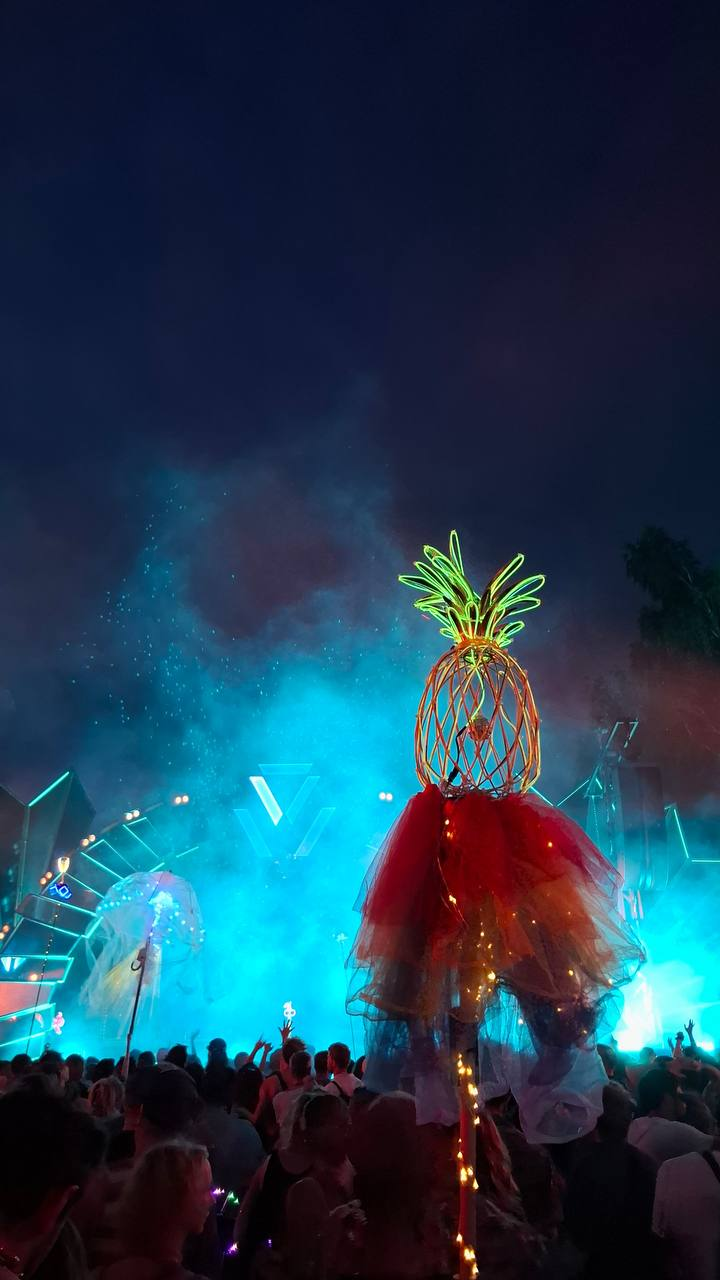
Ravestick

Ein Ravestick oder auch Feierstab ist eine meist stabförmige Konstruktion, die üblicherweise künstlerisch gestaltet ist und insbesondere auf Tanzflächen bei Musikfestivals aufgestellt oder hochgehalten wird. Ravesticks werden von Festivalbesuchern selbst gestaltet und dienen durch ihre Höhe häufig zum Wiederfinden der eigenen Freundesgruppe. Die Gestaltung ist dabei vielfältig und kann von einfachen Fahnen oder Plakaten bis hin zu vielschichtigen elektronischen bzw. mechanischen Konstruktionen reichen. Insbesondere die Beleuchtung des Ravesticks ist häufig ein integraler Bestandteil des Gesamtentwurfs.

## Auftreten

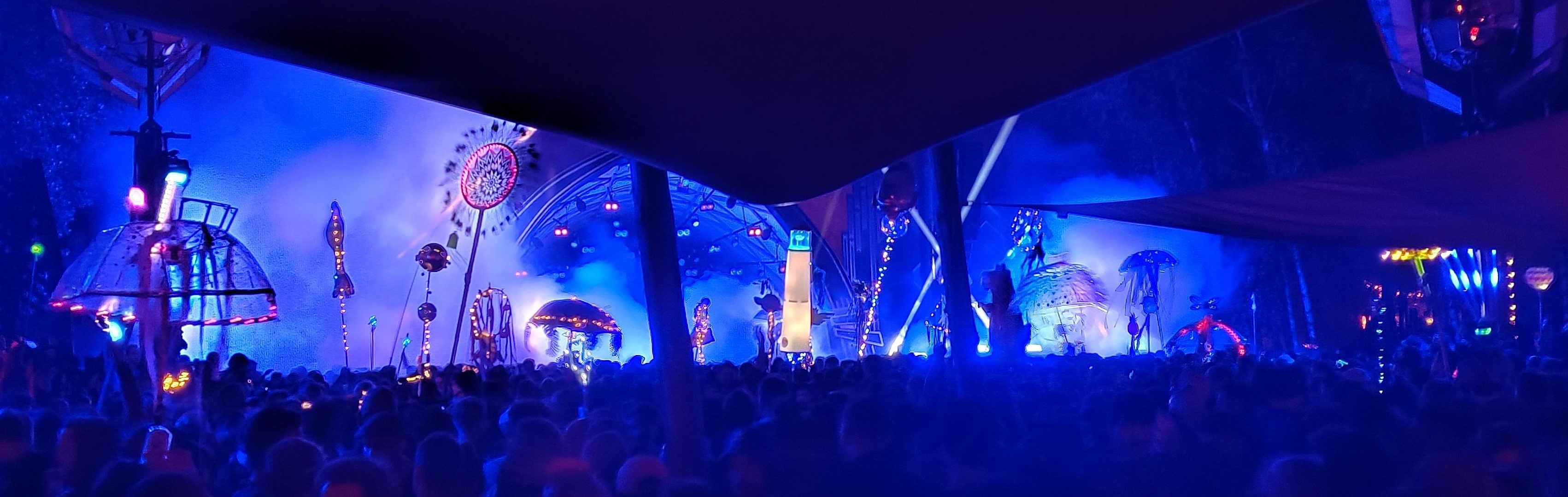
Ravesticks auf dem Fusion Festival

In der britischen und amerikanischen Festivallandschaft sind Ravesticks bereits seit Jahren ein bekanntes Phänomen, z. B. auf dem Electric Forest Festival in Michigan, Tomorrowland oder beim Electric Daisy Carnival. Ihr erstmaliges Auftreten wird auf dem Woodstock-Festival 1969 vermutet. Dabei werden sie im englischsprachigen Raum als rave bzw. festival totem, rage stick oder doof stick bezeichnet. Im deutschsprachigen Raum etablieren sie sich erst seit wenigen Jahren, allerdings mit zunehmender Tendenz, zum Beispiel auf dem Fusion Festival. Insgesamt betrachtet scheinen Ravesticks am häufigsten auf Festivals im Bereich von elektronischer Musik aufzutreten.

## Aufbau
Trotz nahezu unbegrenzter Vielfalt bei Gestaltung und Konstruktion gibt es grundlegende Gemeinsamkeiten, die bei fast allen Ravesticks zu finden sind. So besteht der untere Teil allgemein aus einer längeren Stange, welche zum Transport, Festhalten und ggf. auch zum Abstellen genutzt wird. Der obere Teil ist meist deutlich ausladender und bildet den gestalterischen Kern des Ravesticks. Er wird so angebracht, dass er beim Halten (bzw. Abstellen) des Sticks die umgebende Menschenmenge überragt. Teilweise wird die Maximalgröße vonseiten der Festivalbetreiber begrenzt.
In einigen Fällen ist die Konstruktion lediglich zweidimensional (z. B. als Plakat), häufig jedoch auch dreidimensional ausgestaltet. Dabei kommen verschiedene Materialien wie Holz, Kunststoff, Drahtgitter, Stoff(-Tiere), Pappmaché usw. zum Einsatz. Zudem ist häufig eine Beleuchtung, vorzugsweise mit LEDs, zu finden. Die Auswahl reicht dabei von einfachen batteriebetriebenen Lichterketten bis hin zu über WLAN oder Bluetooth gesteuerten Mikrocontrollern zur einzelnen Ansteuerung von zusammengeschalteten LEDs.
In selteneren Fällen wird der Ravestick durch speziellere Elemente wie Seifenblasenmaschinen, Wassersprühdüsen oder pyrotechnische Einheiten ergänzt. Da die Sticks für ihren Einsatzzweck mobil sein müssen, wird auf eine gewichtssparende Konstruktion geachtet.

## Zweck
Neben dem Ausdruck von Kreativität und Schaffung eines tragbaren Kunstwerks bieten Ravesticks einen praktischen Nutzen. So kann der Stick als weithin sichtbare Landmarke helfen, die eigene Freundesgruppe in einer Menschenmenge wiederzufinden. Auch für Unbeteiligte kann ein Ravestick als Orientierungspunkt genutzt werden, um so z. B. anderen seinen Standort mitzuteilen.

## Kritik
Aufgrund der immer stärkeren Verbreitung des Phänomens werden auch vereinzelt kritische Stimmen gegenüber Ravesticks geäußert. Häufigster Kritikpunk ist die visuelle Beeinträchtigung des Bühnenbilds sowie des Lichtdesigns der gesamten Bühne und Tanzfläche. Zudem wird die Verletzungsgefahr durch unsichere Konstruktionen sowie der mögliche unbeabsichtigte Kontakt mit in Bühnennähe verlaufenden Strom- oder Gasleitungen genannt.